# Full Physic FC
Full Physic FC ist ein Amateurfußballverein von den Turks- und Caicosinseln.

## Geschichte
2015 erfolgte die Gründung des Vereins, am Spielbetrieb der Provo Premier League nahm der Club erstmals in der Saison 2016 teil. Mit Nationalspielern wie Widlin Calixte oder Stevens Derilien erreichte man am Ende der Spielzeit den zweiten Platz mit 27 erreichten Punkten, die Meisterschaft wurde mit einem Punkt weniger zu AFC Academy denkbar knapp verfehlt. Im Pokal schied man im Halbfinale gegen AFC Academy mit 1:2 aus, nachdem man zuvor im Viertelfinale die SWA Sharks mit 4:1 besiegen konnte. 2017 konnte man am Ende der Saison den 3. Platz erreichen.

## Vereinswappen
Das Emblem des Vereins ist in goldenen und grünen Farben gehalten, in der Mitte des Wappens ist ein Fußball zu sehen. Über dem Wappen ist eine goldene Krone abgebildet.

## Bekannte Spieler
- Widlin Calixte
- Samuel Nacius
- Stevens Derilien
- Wildens Delva
- Marc-Donald Fenelus